# Schloss Kleßen
Das Schloss Kleßen ist ein Gutshaus im Ortsteil Kleßen der Gemeinde Kleßen-Görne in Brandenburg.

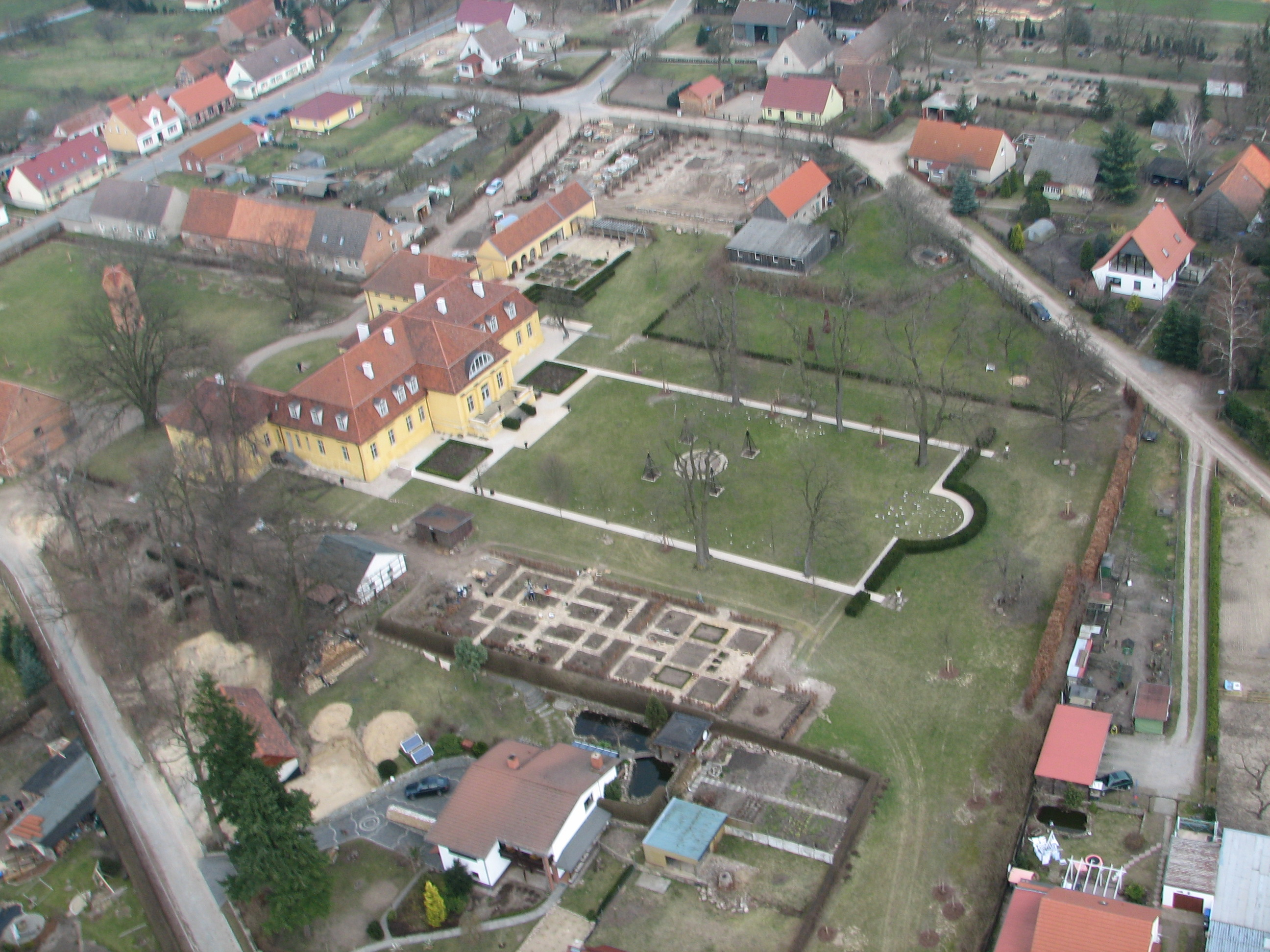
Luftaufnahme des Schlosskomplexes,
Blick auf die Südseite

Das denkmalgeschützte Bauwerk, das im 17. Jahrhundert in einem ersten Teil errichtet wurde, befindet sich an der Adresse Lindenplatz 1 im Ortszentrum von Kleßen.

## Geschichte
Kleßen ist bereits seit dem 13. Jahrhundert als Adelssitz urkundlich belegt. 1352 wurde das Lehen Kleßen vom Markgrafen Ludwig dem Römer der Familie von Grieben wegen Untreue entzogen und an Peter von Bredow vergeben. Die Familie von Bredow war danach über viele Jahrhunderte in Kleßen ansässig. Nach 1490 lebte Achim von Bredow hier. Einer seiner Enkel, Jacob von Bredow, veräußerte den Adelssitz im Jahr 1551 für 15.800 Taler an Joachim V. von Bredow, verheiratet mit Rahel von Rochow-Gollwitz, Schwägerin des sehr einflussreichen Bischofs Matthias von Jagow. Joachim V. von Bredow ließ 1580 ein adliges Wohnhaus in Fachwerkbauweise errichten. In dieser Zeit gab es über viele Jahre Streit um Besitzungen mit dem auf der benachbarten Burg Friesack ansässigen Vetter Hartwig II. von Bredow. Die Streitigkeiten wurden erst unter Henning V. von Bredow, dem Sohn Joachims, beigelegt.
Die Nachkommen Hennings gerieten in wirtschaftliche Schwierigkeiten und waren im Jahr 1642 nicht mehr in der Lage, erforderliche Abfindungszahlungen für zwei Erbinnen zu zahlen. Das Anwesen wurde daraufhin geteilt und die Hälften fielen per Los an Hippolytha, verheiratete von Quitzow, und Ursula Clarine, verheiratete von Ketzlin. Im Zuge der Erbschaftsregelung wurde das Anwesen als großes adliges, mit einer Mauer umgebenes Wohnhaus samt Türmchen beschrieben. Die Bauten standen an der heutigen Einfahrt zum Gut in Richtung Friesack. Die Teilung machte den Neubau eines Wohnhauses erforderlich. Während die Familie von Quitzow in den bestehenden Altbau von 1580 zog, ließen sich die von Ketzlins zwischen 1642 und 1656 ein neues Gebäude errichten.
1675 erwarb dann Hans Christoph I. von Bredow den Quitzowschen Anteil. Sein Sohn Georg V. von Bredow erwarb später auch den zweiten Anteil, sodass das Gut wieder vollständig der Familie von Bredow gehörte. Als Stammvater des genealogischen Hauses Kleßen gilt bereits der Vorfahre Ernst Dietrich von Bredow.
1712 gelangte der Besitz an den Kammerherrn Gebhard Ludwig Friedrich von Bredow. Zu dieser Zeit bestanden die beiden historischen Wohnhäuser noch. Der ältere Bau diente als Witwensitz, wurde jedoch als baufällig eingeschätzt. Zwischen 1723 und 1730 ließ von Bredow am südlichen Rand des Hofs das heutige Schloss errichten. Die Baukosten beliefen sich auf 2.000 Taler, von denen die Ehefrau 402 Taler einbrachte. Nachfolger des Kammerherrn wurde sein Enkel Friedrich Ludwig Wilhelm von Bredow, der die Erhebung der Familie in den preußischen Grafenstand erreichte. Mit seinen Nachfahren, unter anderem Ferdinand Graf Bredow-Klessen, bildet sich ein eigenständiger gräflicher Familienzweig Klessen heraus.
Während des Vierten Koalitionskrieges kam es 1806 zu einer Plünderung des Guts durch französische Truppen unter Marschall Joachim Murat, der sogenannten König-Murat-Affäre. Es entstanden Schäden und Verluste im Wert von 18.000 Talern. Unter anderem verschwand eine sich seit langem im Besitz der Familie von Bredow befindende Tabatiere Friedrichs des Großen.
1858 übernahm Alfred Georg Hans Hermann von Bredow das Gut. Er erneuerte die Wirtschaftsgebäude. Die bis dahin bestehenden Fachwerkbauten wurden durch massive Backsteinbauten ersetzt. Darüber hinaus nahm er Umbauten am Schloss im Stil der damaligen Zeit vor. 1879 gehörte zum Schloss direkt der Besitz des 1120 ha großen Rittergutes Kleßen.  Zehn Jahre danach, 1889, besuchte der Schriftsteller Theodor Fontane den damaligen Eigentümer Alfred Georg Hans Hermann Graf von Bredow im Schloss. Es sind von Fontane angefertigte Grundrissskizzen des Schlosses überliefert. Das Anwesen diente teilweise auch als Wohnsitz der Bredowschen Anverwandtschaft. Die Begüterung Kleßen blieb im Umfang über viele Jahrzehnte mit 1167 kurz vor Kriegsbeginn 1914 stabil. Eigentümerin war damals Marie Gräfin Bredow, geborene Freiin Schilling von Canstatt (1868–1915). Das Rittergut war in Einzelflächen verpachtet.
Das Schloss blieb bis 1932 im Besitz der Familie von Bredow. Joachim (Achim) Graf von Bredow (1893–1945) ging in Konkurs und war gezwungen, das Gut an die Ritterschaftsbank, dem Kur- und Neumärkischen Ritterschaftlichen Kreditinstitut, resp. deren Nachfolgeorganisation, der Märkischen Landschaft, zu übertragen, von der es Korvettenkapitän a. D. Hermann Ehrhardt erwarb. Während des sogenannten Röhm-Putsches versteckte sich dieser über längere Zeit in den Wäldern des Gutes, da er eine Verfolgung durch die SS befürchtete. Mit Hilfe seiner Frau Margarete Viktoria Prinzessin zu Hohenlohe-Öhringen floh er in die Schweiz.
Mai 1938, mit Bestätigung des Landrates des Kreises Westhavelland im Januar 1939, erwarb Hans Wichard von Rochow, Domherr von Brandenburg, das Gut, der jedoch am Ende des Zweiten Weltkriegs nördlich von Berlin fiel. Das Anwesen bewohnte seine Schwester Margarethe von Rohr, geborene von Rochow-Stülpe, Witwe des Oberst Otto von Rohr. Schloss Kleßen diente zeitweise als Stabsquartier eines Generals der Wehrmacht.
Nach Kriegsende wurde das Gut enteignet. Die Gemeinde nutzte das Schloss zu unterschiedlichen Zwecken. So bestand eine Nutzung als Konsumverkaufsstelle, Kindergarten, Dorfkino und zuletzt bis 1981 als Altersheim. Danach stand es leer und verfiel, nachdem es bereits ab den 1970er-Jahren zunehmend bauliche Mängel aufwies. Im Jahr 1993 waren die Schäden am Gebäude bereits erheblich. Türen und Fenster fehlten, das Dach war teilweise eingestürzt. Die Stuckverzierungen im Innen- und Außenbereich waren nur in Fragmenten erhalten. Im Wesentlichen bestand nur noch das Mauerwerk des Gebäudes. Das Anwesen wurde dann von Privatpersonen erworben und um 1999 umfassend denkmalgerecht saniert bzw. rekonstruiert. Es wird überwiegend zu Wohnzwecken genutzt.

## Architektur

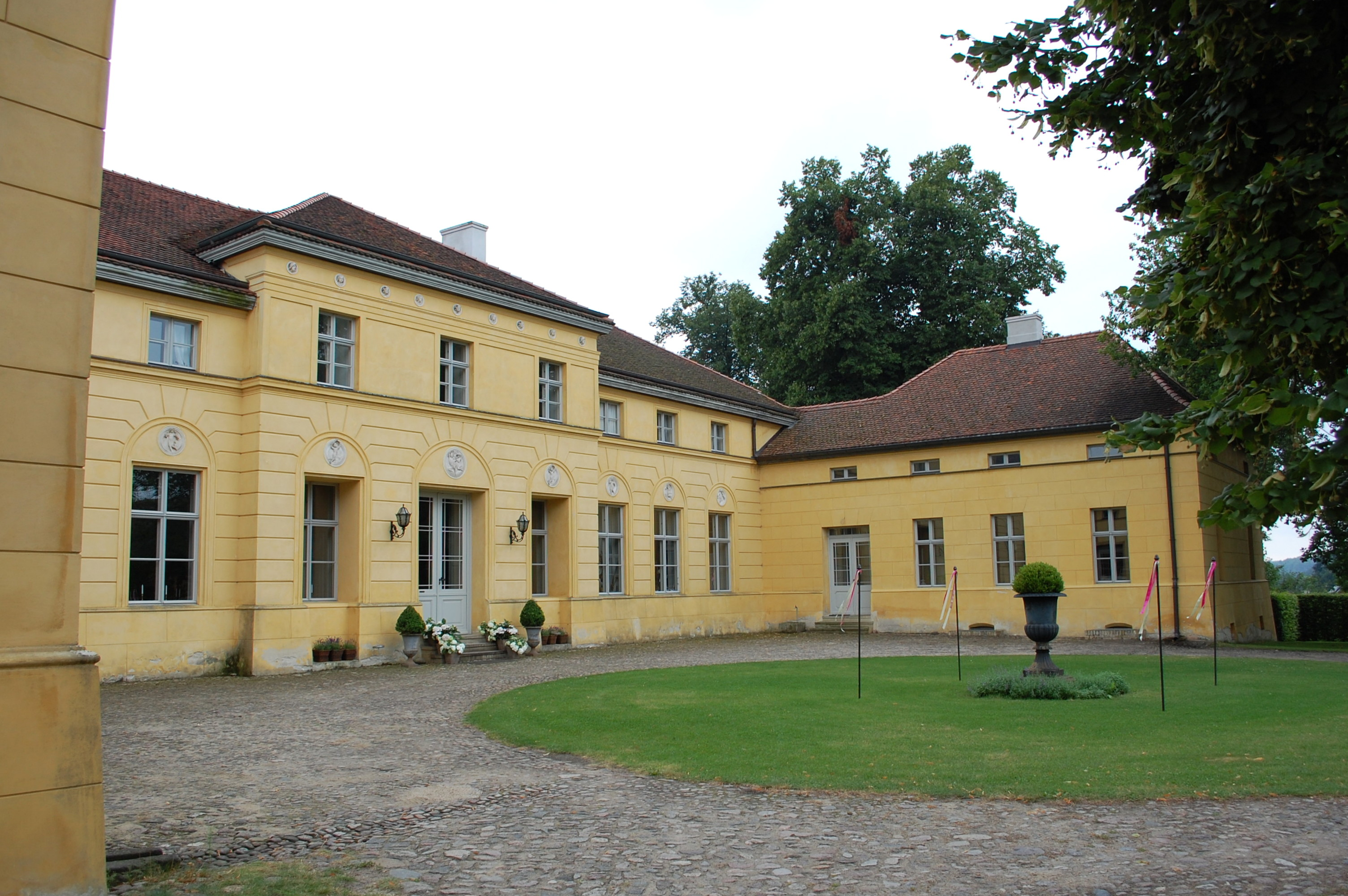
Schloss Kleßen

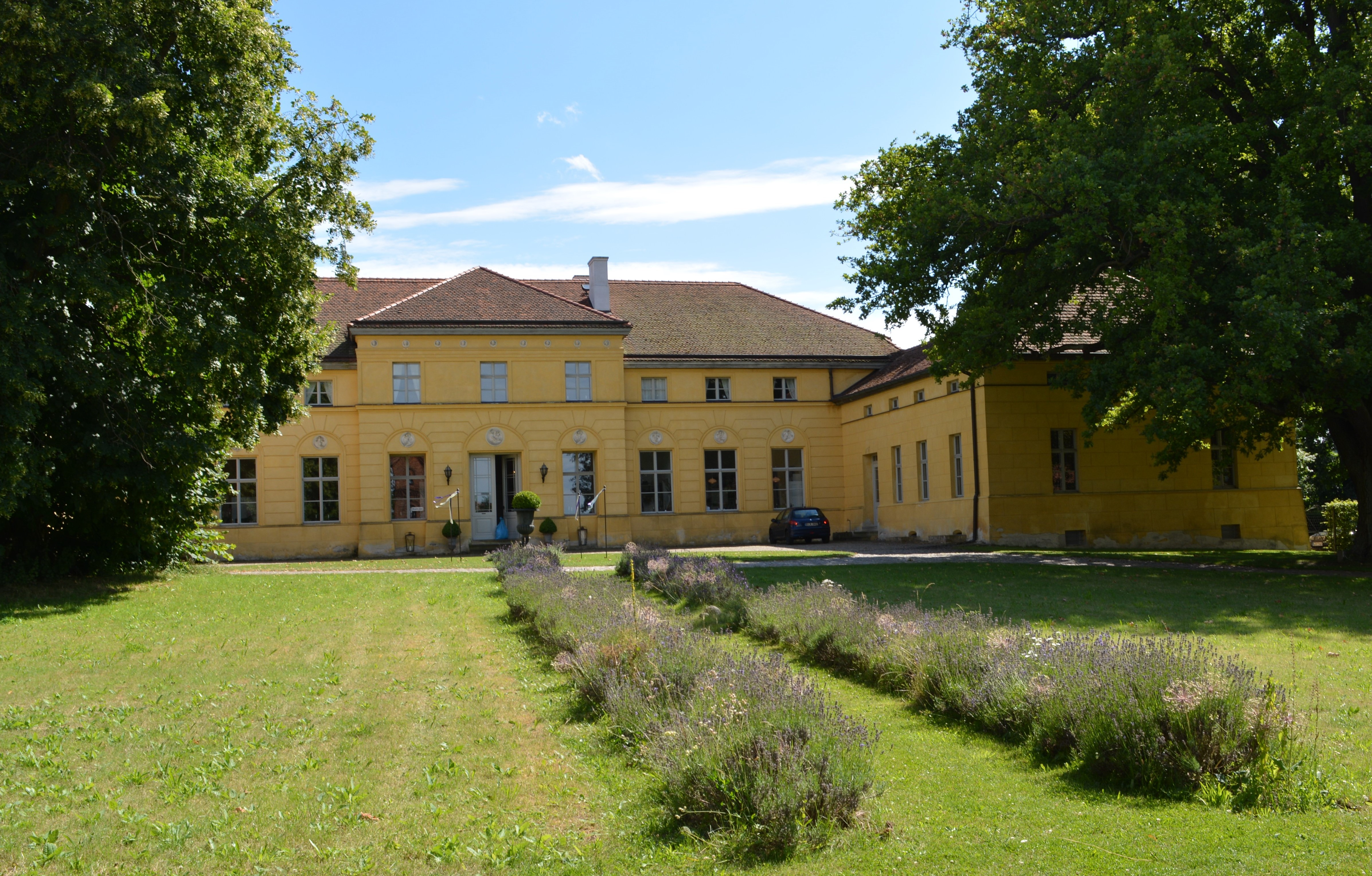
Blick von Norden auf den Ehrenhof

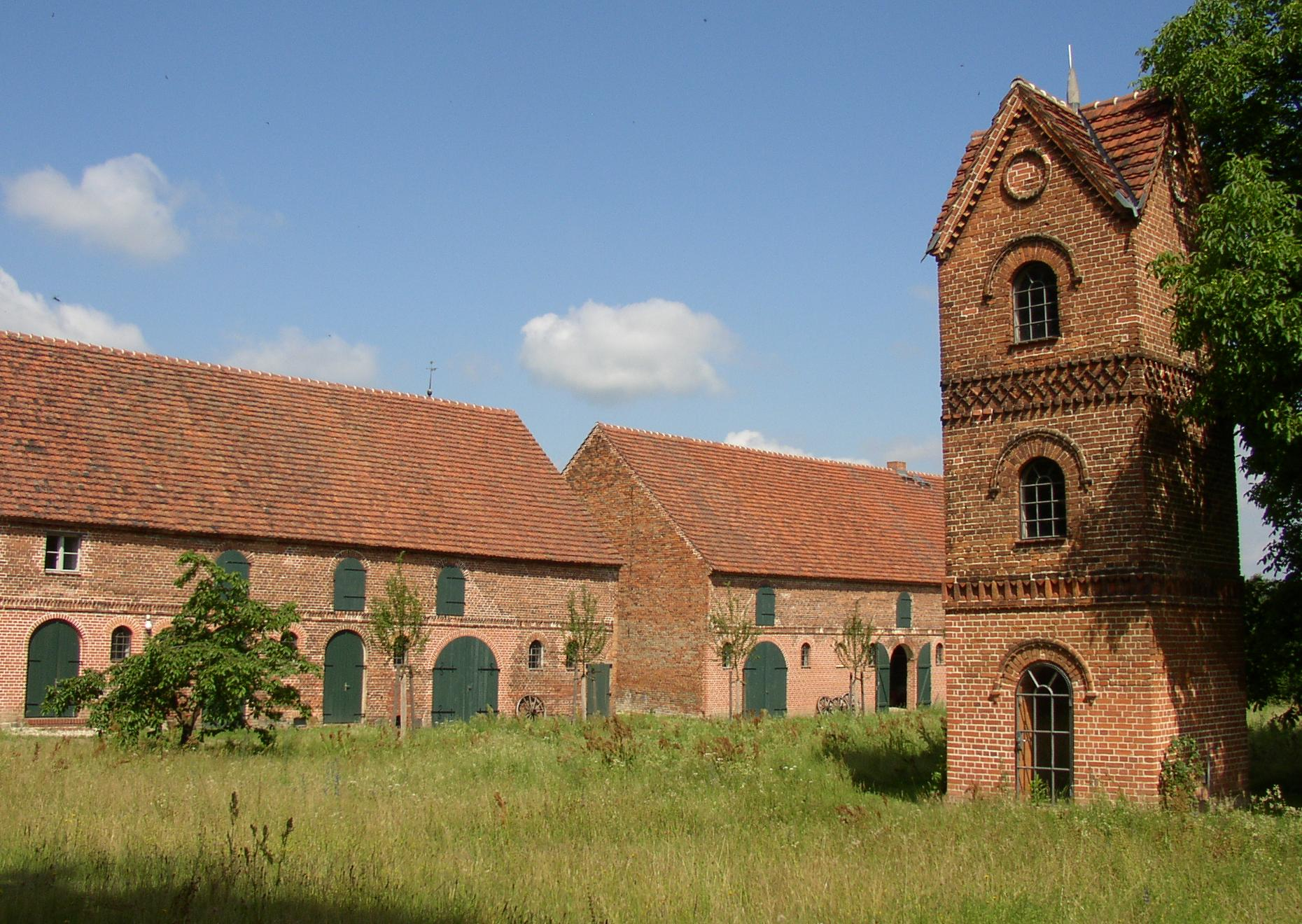
Wirtschaftshof mit Wasserturm

### Überblick
Das Schloss entstand in der Zeit zwischen 1723 und 1730 als wohlproportionierte, streng symmetrische, dreiflügelige Anlage im Stil des Barock. Die beiden Seitenflügel der Anlage springen jeweils nach Norden vor den Hauptflügel vor und bilden so einen Ehrenhof. Die Seitenflügel sind unterkellert. Im Keller des westlichen Flügels finden sich Kreuzgratgewölbe, im Ostflügel Tonnengewölbe und Wände aus Feldsteinen. Die Bauart der beiden Kelleranlagen führt Historiker zu der Annahme, dass es sich um Reste von Vorgängerbauten handelt.
Der Mittelflügel hat auf seiner nördlichen, zum Hof ausgerichteten, Seite neun Achsen. Zum Garten hin bestehen elf Achsen. Die drei mittleren Achsen sind als Mittelrisalite ausgeführt, in deren Mitte sich jeweils der Zugang zum Haus befindet. Auf der Gartenseite springt der Risalit deutlich weiter vor. Als Verzierung war ursprünglich im Frontispiz ein Allianzwappen der Familien von Bredow und von Perkentin angebracht.
Die angefügten Seitenflügel sind lediglich eine Achse breit.
Mitte des 19. Jahrhunderts wurde die Anlage im Stil des Klassizismus umgebaut. Der ursprünglich über einem hohen Sockel nur eingeschossige Bau erhielt zum Hof hin ein Mezzaningeschoss. Dabei wurde in diesem Bereich auch die Form des Daches zu einem Walmdach verändert. Der Mittelrisalit erhielt ein abgewalmtes Dach, die Seitenflügel bekamen Vollwalmdächer. Auf der Gartenseite blieb es jedoch bei der Eingeschossigkeit und beim Mansarddach. Hofseitig wurde vor das Gebäude eine Pergola gesetzt, die den Blick auf das Haus beeinträchtigte und später wieder entfernt wurde.
Auf der Hofseite besteht eine das Haus gliedernde horizontale Putzrustika. Oberhalb der Fenster läuft sie in dort bestehenden Rundbögen in Sternform aus. Ein weiteres gliederndes Element ist ein stark profiliertes Gesims, sowohl zwischen dem Erdgeschoss und dem Mezzanin als auch am Risalit zwischen erstem und zweitem Geschoss. Diese horizontale Gliederung steht in einem Spannungsverhältnis zur durch die Fensterachsen und den Mittelrisaliten erfolgenden vertikalen Gliederung.
Die Gliederung des gartenseitigen Risalits wurde in der Zeit um 1881 wesentlich verändert. Am inneren Türstock der Terrassentür wurde bei Restaurierungsarbeiten die Jahreszahl 1881 gefunden, die als Hinweis auf die Bauzeit verstanden wird. Der Risalit ist durch eine starke vertikale Betonung geprägt. Gegliedert ist er durch starke Pfeilervorlagen mit betonten Kapitellen, die die Fenster sowie die Tür fassen. Oberhalb befinden sich deutlich profilierte Segmentbögen. Vor der Gartenseite wurde in der Zeit zwischen 1881 und 1893 eine rechteckige Terrasse angelegt, von der eine Treppe hinab in den Garten führt. Die Terrasse ist von einer kleinen Brüstungsmauer umgeben. Die Mauer ist an der Treppe und an ihren Ecken durch Sockel betont. Auf den Ecken standen ursprünglich vier annähernd lebensgroße Figuren, später Blumenschalen.
Während der Restaurierung Ende des 20. Jahrhunderts wurde in den Risaliten auf der Gartenseite ein Lünettenfenster eingefügt. Zugleich erhielt das Dach sechs Dachgauben.
Die Farbgebung des Gebäudes ist gelb-ocker und beruht auf festgestellten historischen Farbfassungen.
In zwei langgestreckten ehemaligen Wirtschaftsgebäuden befinden sich heute Ferienwohnungen.

### Innengestaltung
Die Raumaufteilung im Inneren des Hauses ist zum Teil noch aus der Bauzeit. So gelangt man, typisch für barocke Bauten, im mittleren Bereich vom Ehrenhof in das Vestibül und von dort in den Gartensaal. Eine Enfilade im südlichen Teil verbindet den Gartensaal mit zwei angrenzenden Salons. Im östlichsten der Räume war im 19. Jahrhundert eine Bibliothek eingerichtet. Auch heute wird er wieder in dieser Form genutzt. In der Südwestecke des Hauses befindet sich das Speisezimmer. Dort wurde bei der Restaurierung Ende des 20. Jahrhunderts eine Kamineinfassung von 1780 eingebaut, die aus einem schottischen Landsitz kam. Es wird angenommen, dass sie von den englischen Innenausstattern Robert und James Adams stammt. Die Einfassung zeigt kannelierte ionische Säulen und verfügt über einen mit antiker Ornamentik verzierten Fries.
Im südlichen Teil des Gebäudes werden die einfach gestalteten, aus dem 19. Jahrhundert stammenden Türrahmen von Holzkonsolen abgeschlossen, auf denen ein Gesims ruht.
Während der Umbauten unter Albrecht Georg von Bredow in der Zeit von 1858 bis 1895 wurde der Innenbereich repräsentativer gestaltet. So erhielt das Vestibül wohl um 1875 einen Fußboden aus schwarzen und weißen Marmorfliesen, die in der Art eines Schachbrettmusters angeordnet wurden. 1994 waren sie aber nur noch in Bruchstücken erhalten. Während der Restaurierung wurden rotbraune Fliesen eingefügt, die aus der Bildergalerie Potsdam stammen und dort nach Wiederherstellung eines ursprünglichen Bodens nicht mehr benötigt wurden.
Ebenfalls zu den Veränderungen nach 1858 gehört ein nach Westen vom Vestibül abgehender Flur. Mit ihm wurden die Wohn- und Geschäftsräume des Mittelflügels besser erschlossen. Damals wurden die Seitenflügel nur als Küche, Wasch- und Badezimmer sowie Kammern genutzt. Östlich der Eingangshalle liegt ein Raum, von dem eine Treppe ins obere Stockwerk führt. In diesem Raum besteht ein aus dem 19. Jahrhundert stammender, von Rahmendekor gezierter Kamin.
Der Gartensaal war ursprünglich reich mit Ornamenten, Deckenmalereien und Stuck verziert und wurde schon von Theodor Fontane beschrieben. Der Stuck zog sich als Ornamentfries und Wandabschluss durch den Raum. Ein weiteres Stuckband befand sich an der Decke. In zwei Ecken des Raums gab es Nischen in Halbkreisform, in denen Meißener Öfen standen. Nach oben hin liefen die Nischen in Muschelform aus und waren üppig mit Ornamenten versehen. An den Seiten bestanden Stuckverzierungen mit floralen Motiven. Die Ofennischen waren vermutlich in der zweiten Hälfte des 19. Jahrhunderts eingefügt worden. 1994 waren die Verzierungen in Teilen noch vorhanden. Ursprünglich bestand im Gartensaal ein Dielenfußboden, der jedoch in den 1990er-Jahren nur noch in geringen Resten erhalten war. Der Gartensaal wurde in Anlehnung an sein ursprüngliches Aussehen gestaltet. Die Nischen wurden mit Keramiköfen im Stil des Klassizismus bestückt.

### Reliefs und Figuren
Oberhalb der Fenster des Erdgeschosses und des Risalits wurden Reliefs mit allegorischen Kinderfiguren hinzugefügt. Von den ursprünglich neun Medaillons sind acht erhalten, die sichergestellt waren und im Zuge der Restaurierungsarbeiten im Jahr 1999 wieder an ihre Plätze zurückkehrten. Von rechts nach links sind es folgende Medaillons: Am rechten Rand ist es ein Horn blasendes Kind, das in seiner rechten Hand ein Bündel mit Blitzen trägt. Es wird als Darstellung des Elements Luft gedeutet. Links hiervon steht eine Figur, deren Umhang in Form einer Mondsichel fällt und ein Gesicht trägt. In der rechten Hand hält die Figur Mohnkapseln, Symbol für Schlaf oder Tod. Darüber hinaus sind Eulen und Fledermäuse dargestellt. Das Medaillon könnte als Symbol für den Abend oder die Nacht zu sehen sein. Das nächste Medaillon zeigt ein Kind mit Amphoren, aus denen Wasser fließt. Vermutlich stellt es das Element Wasser dar. Über der Eingangstür ist ein größeres Medaillon angeordnet. Es zeigt zwei Kinder, die auf einer Doppelflöte und einer Lyra spielen, und wird als allegorische Darstellung der Musik gedeutet. Daneben bestehen zwei flankierende Medaillons, auf denen eine Figur eine Fackel trägt und Vögel auffliegen. Sie werden als Darstellung des Morgens verstanden. Auf der linken Seite des Risalits finden sich die gleichen Darstellungen in gespiegelter Reihenfolge.
Im oberen Geschoss des Risalits standen auf Sockeln zwischen den Fenstern sechs Sandsteinfiguren. Sie waren etwa 130 Zentimeter hoch und wurden aufgrund von Kleidung, Frisur und Haltung auf die zweite Hälfte des 19. Jahrhunderts datiert. In den 1980er-Jahren wurden sie entfernt und sind verschollen. Es waren weibliche Figuren als Träger folgender Symbole: Der Hammer stand für das Handwerk, der Anker für die Schifffahrt, ein Ährenbündel für die Landwirtschaft, eine Maske für die Kunst, eine Lokomotive für die Technik und Blumen für die Botanik.
Über den Figuren befanden sich weitere Medaillons, die zunächst sichergestellt und später wieder angebracht worden waren. Auf ihnen sind Köpfe in altdeutscher Tracht dargestellt. Von rechts nach links sind es ein bärtiger Männerkopf mit einem spitzen Hut, ein Mädchen mit Haube, ein Knabe mit Barett und Feder sowie ein Frauenkopf mit Locken und einem Schleifenband. In der anderen Gebäudehälfte sind die gleichen Medaillons spiegelbildlich angeordnet.

## Nutzung des Schlossgebäudes
Im Hauptgebäude werden gelegentlich Ausstellungen arrangiert. Mit dem Titel Wie im Bilderbuch? Die Nachkriegszeit im Kinderbuch und in der Erinnerung wurde ab 2019 eine Ausstellung vorbereitet, die anlässlich ihrer (geplanten) Eröffnung am 8. Juli 2020 zugleich als Kinderbuch-Museum dauerhaft betrieben wird. Gezeigt werden unter anderem Werke von Erich Kästner, die Lateinfibel des Theologen Johann Amos Comenius und Lebendige Bilder von Lothar Meggendorfer. Besucher erhalten einen Überblick über die Produktion und Herausgabe von Kinderliteratur ab dem 18. Jahrhundert. Die Sammlung umfasst derzeit (Ende Juni 2020) rund 200 Titel, die aus der Sammlung des Schlossherrn Hans-Jürgen Thiedig stammen. Das älteste hier ausgestellte Kinderbuch heißt Die sichtbare Welt und wurde im Jahr 1712 produziert. Neben der Kinderliteratur sind vor allem auch Zeitzeugenberichte aufgearbeitet, die vor allem die Zeit nach dem Zweiten Weltkrieg wiedergeben.
Weitere Räume des Schlosses bieten die Besitzer zur individuellen Nutzung für Hochzeiten oder andere Familienfeiern.
Angemeldete Besucher können auch eine Gartenführung mitmachen.

## Parkanlagen

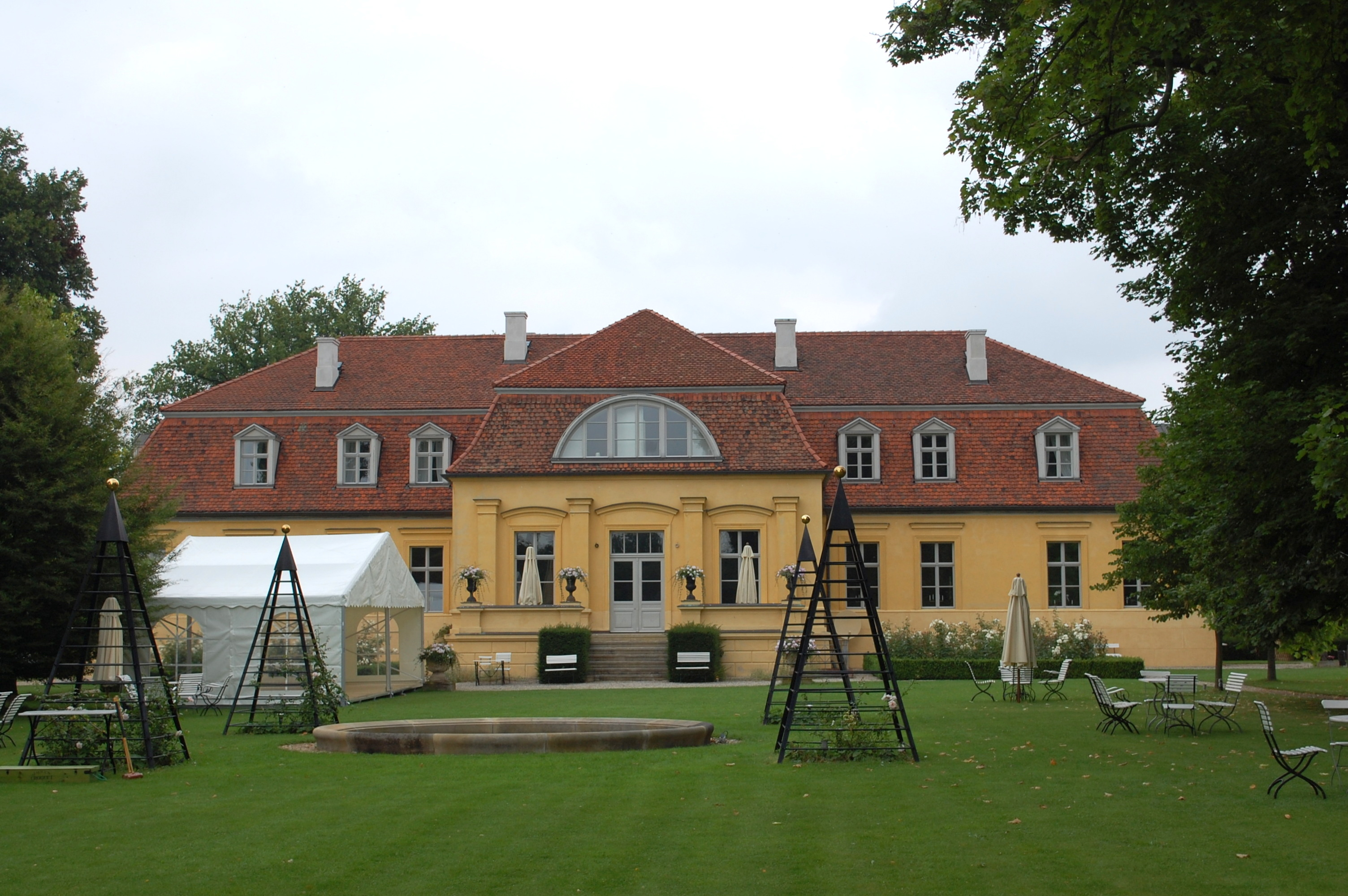
Gartenseite

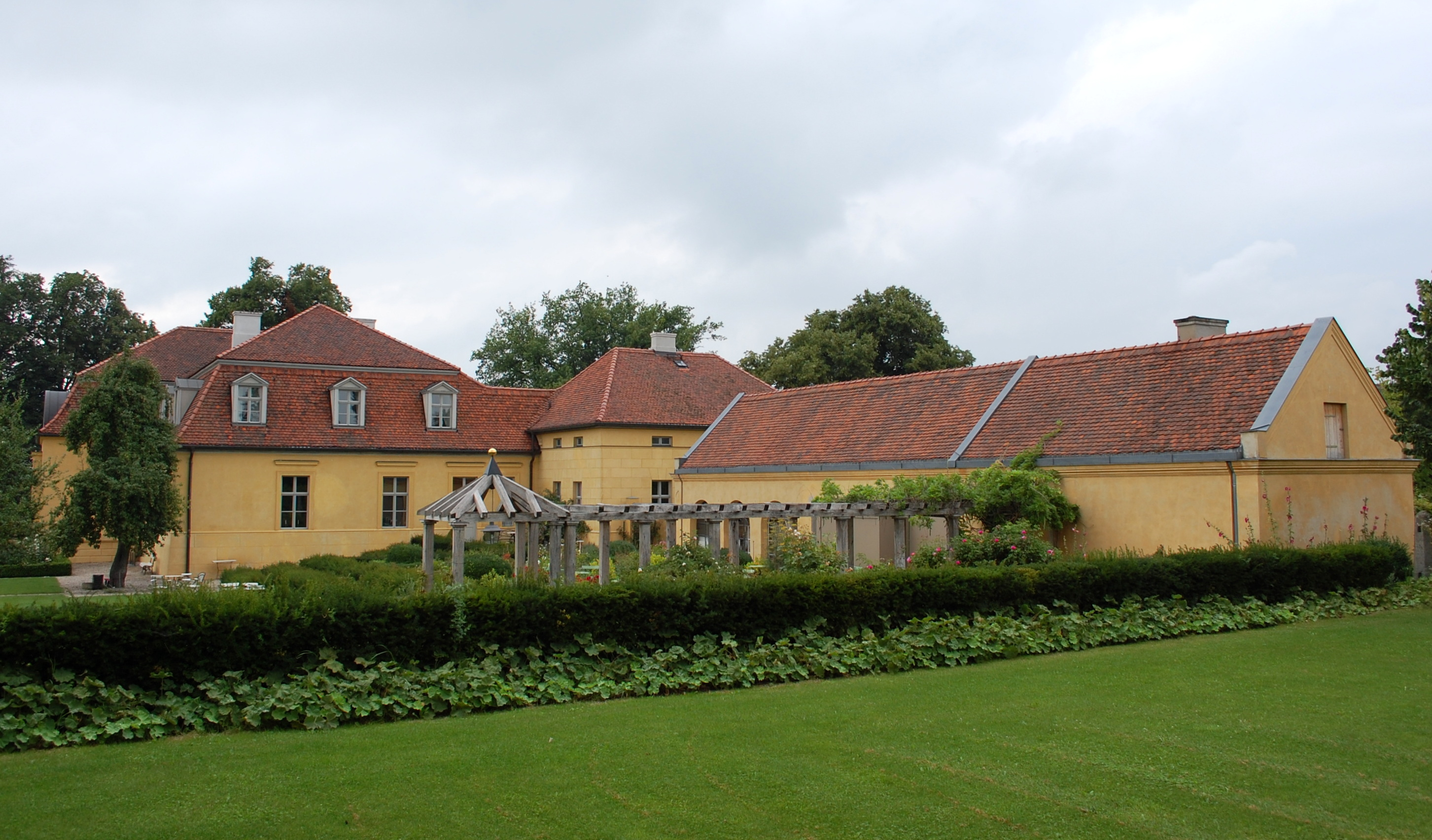
Blick durch den Park zum Schloss

Zum Schloss Kleßen gehören zwei Grünanlagen, zum einen der Schlossgarten unmittelbar südlich des Hauses, zum anderen der erheblich größere, sich nach Südwesten bis zum Kleßener See erstreckende Schlosspark Kleßen.
Der Schlossgarten umfasst eine Fläche von zwei Hektar. Mit der Anlage des Schlosses dürfte auch ein barocker Garten angelegt worden sein. Eine Neugestaltung erfolgte zumindest um das Jahr 1900 im Stil des Neobarock. Vermutlich wurden ältere Gartenbestandteile dabei miteinbezogen. Der Garten verfügte nun über eine zentrale Rasenfläche, die westlich und östlich von großen Laubbäumen gesäumt wurde. Ursprünglich waren die Baumreihen wohl als Doppelreihen mit dazwischenliegendem Laubengang gestaltet. Ein in der Gartenanlage an zentraler Stelle bestehender Springbrunnen wurde 1950 in ein Pflanzenbecken umgestaltet.
1993 war abgesehen von einigen alten Bäumen und den Fundamenten des ehemaligen Springbrunnens die Gartenanlage nicht mehr vorhanden. Ab 1999 erfolgte eine Neugestaltung als Märkischer Gutsgarten. Es entstand wieder eine auf zwei Seiten von großen Bäumen gerahmte Rasenfläche. In der Mitte befindet sich das historische Wasserbecken, das von vier Rankpyramiden umgeben ist. Nach Süden wird die Rasenfläche von einer halbrunden Eibenhecke abgeschlossen. Den Westrand des Gartens markiert eine Buchenhecke. Auf der Ostseite besteht ein um 1900 von der Gräfin von Bredow angelegter Obstgarten. Die Mittelachse des Obstgartens wird seit dem Jahr 2003 von zwei Obelisken dominiert. Ihren Abschluss findet sie in einem Pavillon aus dem Jahr 1900.
Östlich des Schlosses liegt eine kleine Orangerie samt Loggia, vor der ein Staudengarten angelegt ist. Beete werden von gestaffelten Heckenbändern begrenzt. Der Garten wird von einer Pergola abgeschlossen. Östlich von ihr umrahmt ein Karree aus Linden Pfingstrosen und Rudbeckia fulgida, Calamagrostis x acutiflora 'Karl Foerster' (Försterastern).
Nördlich vom Schloss zum Wirtschaftshof hin befindet sich eine große Blumenwiese mit zwei langen Baumreihen von Zieräpfeln. Etwa in der Mitte der Wiese steht der im Jahr 1885 als Backsteinbau im Stil des Historismus errichtete ehemalige Wasserturm. Den Ehrenhof an der Nordseite des Schlosses nimmt ein Rasenrondell ein.
Bemerkenswert sind drei in diesem Bereich stehende alte Bäume: ein Walnussbaum am Wasserturm sowie eine Linde und eine Eiche am Rondell. Die Linde soll zwischen 1723 und 1730 von Gebhard Ludwig Friedrich von Bredow gepflanzt worden sein.

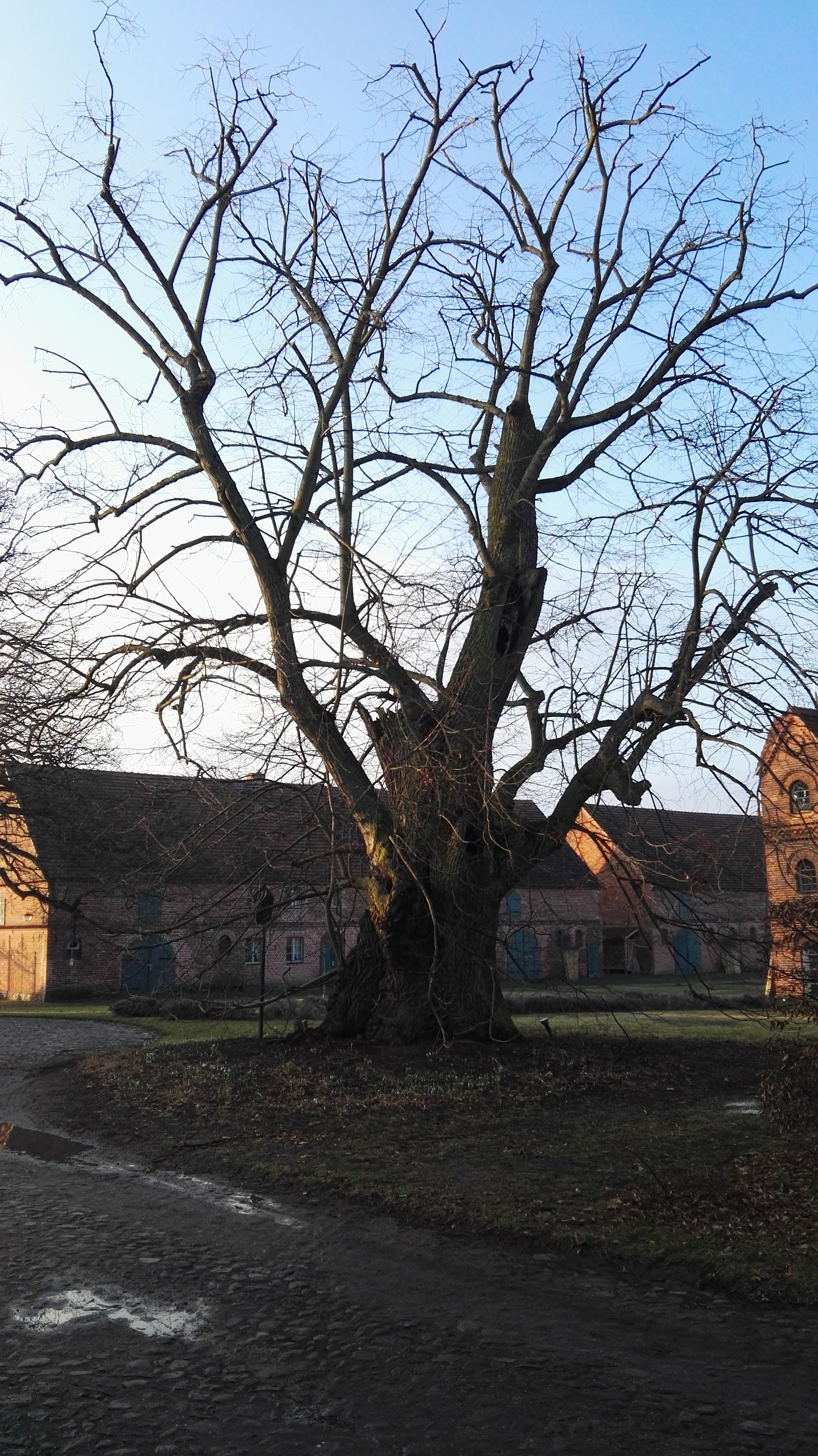
Linde am Ehrenhof (ND Schlosslinde)
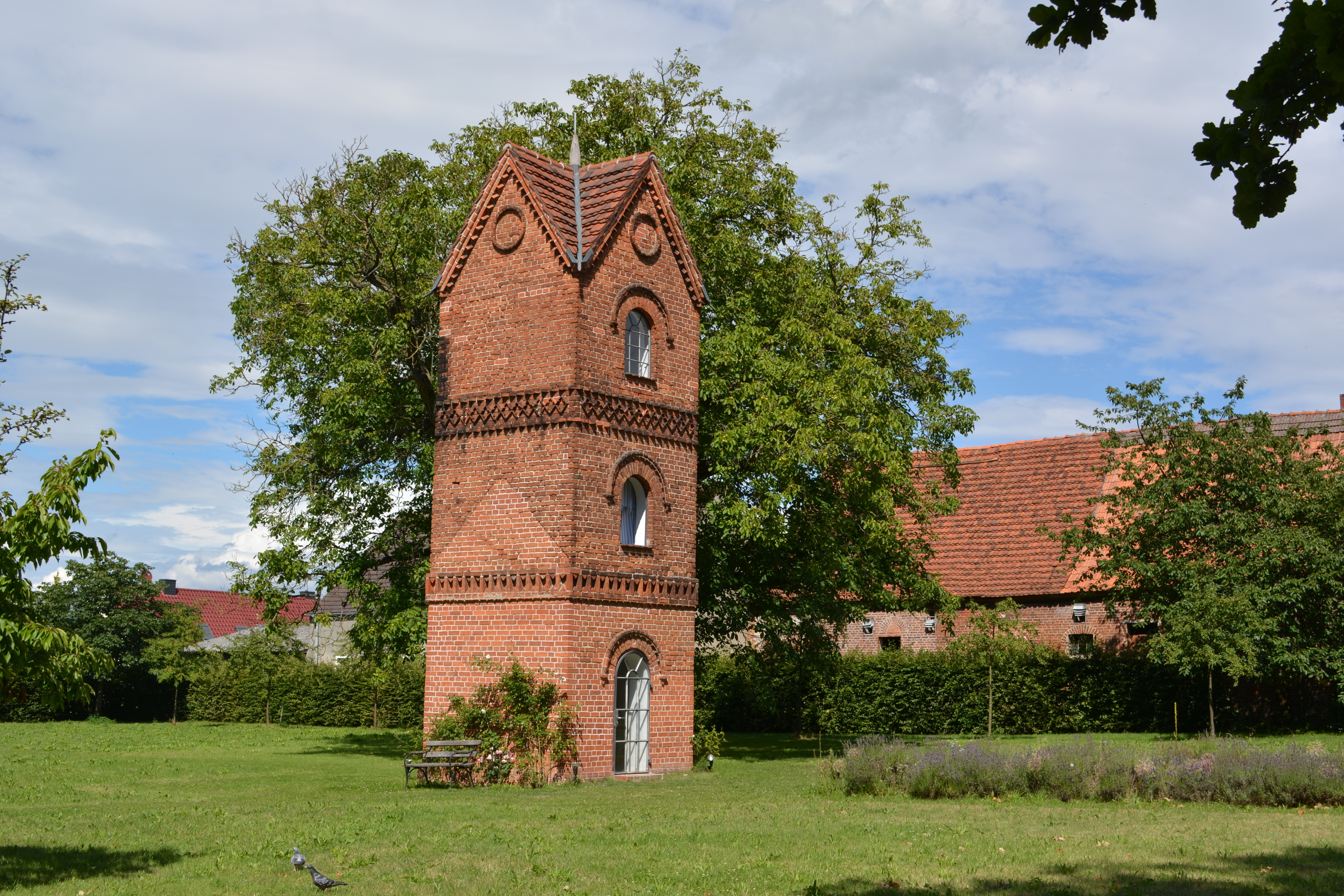
Wasserturm von 1885 mit Nussbaum
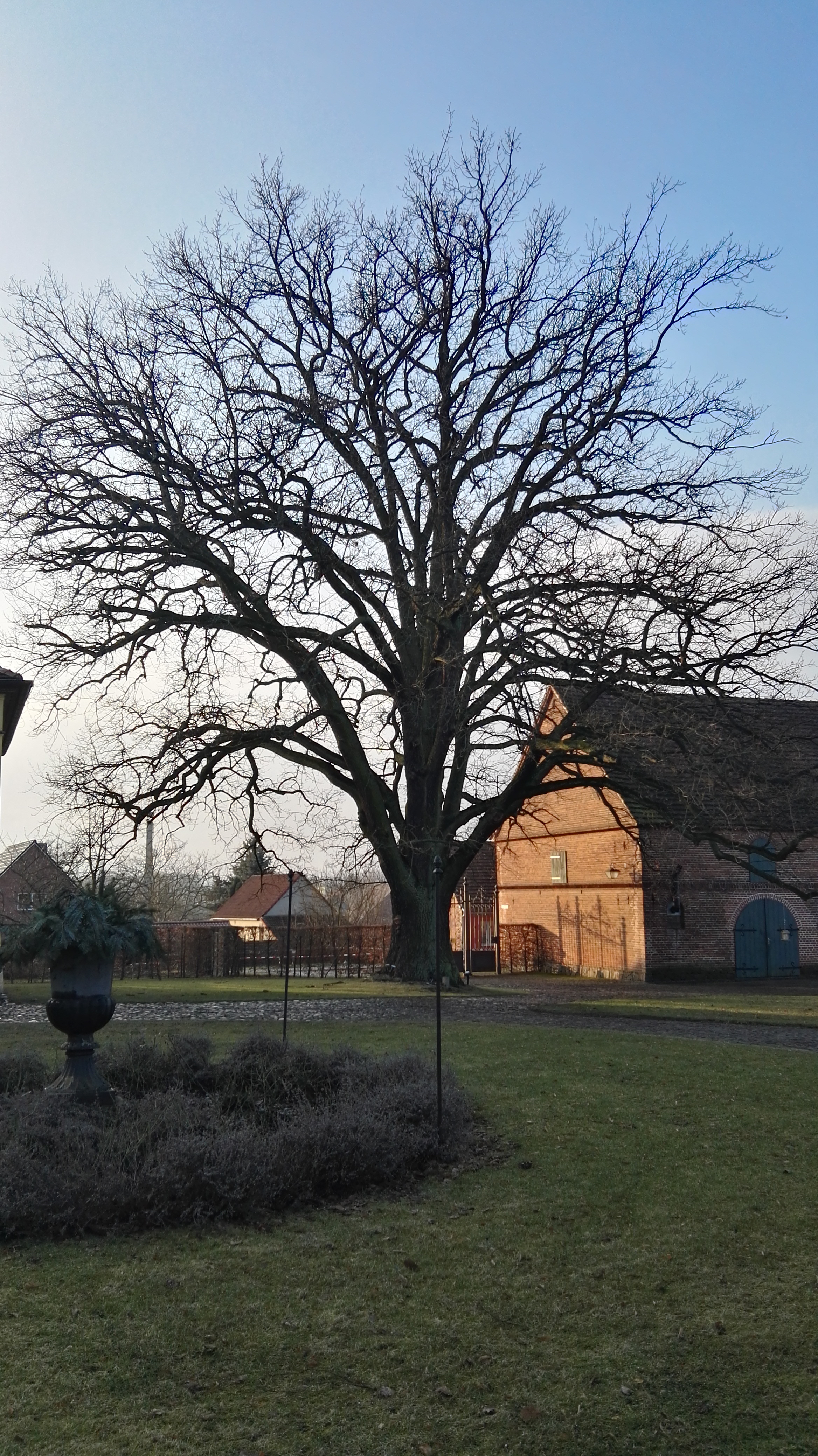
Eiche am Ehrenhof